# Матео Сушић
Матео Сушић (рођен 18. новембра 1990) је босанскохерцеговачки фудбалер хрватског порекла, који тренутно игра за ЧФР Клуж.